# Cucerdea (gmina)
Cucerdea – gmina w Rumunii, w okręgu Marusza. Obejmuje miejscowości Bord, Cucerdea i Șeulia de Mureș. W 2011 roku liczyła 1525 mieszkańców.